# Vieux-Reng

Vieux-Reng este o comună în departamentul Nord, Franța. În 1 ianuarie 2022 avea o populație de 923 de locuitori.